# Koláre
Pour le village en Serbie, voir Kolare.
Koláre (hongrois : Kóvár) est un village de Slovaquie situé dans la région de Banská Bystrica.

## Histoire
La première mention écrite du village date de 1257.
La localité fut annexée par la Hongrie après le premier arbitrage de Vienne le 2 novembre 1938. En 1938, on comptait 508 habitants dont 1 d'origines juives. Elle faisait partie du district de Balassagyarmat (hongrois : Balassagyarmati járás). Le nom de la localité avant la Seconde Guerre mondiale était Koláry/Kovár. Durant la période 1938 - 1945, le nom hongrois Kóvár était d'usage. À la libération, la commune a été réintégrée dans la Tchécoslovaquie reconstituée.

## Démographie

### Évolution de la population
| Année:               | 1994. | 2004.   | 2014.    | 2024.   |
| -------------------- | ----- | ------- | -------- | ------- |
| Nombre de personnes: | 325   | 307     | 262      | 240     |
| Différence:          |       | -5,53 % | -14,65 % | -8,39 % |

| Année:               | 2023. | 2024.   |
| -------------------- | ----- | ------- |
| Nombre de personnes: | 241   | 240     |
| Différence:          |       | -0,41 % |